# Tsjiatoera (gemeente)
Tsjiatoera (Georgisch: ჭიათურის მუნიციპალიტეტი, Tsjiatoeris  moenitsipaliteti) is een gemeente in het westen van Georgië met 36.696 inwoners (2024), gelegen in de regio (mchare) Imereti. De gemeente heeft een oppervlakte van 540 km² en ligt in het Imereti-hoogland. De stad gelijknamige stad is het bestuurlijk centrum van de gemeente. De Kvirila is de belangrijkste rivier door de gemeente.

## Geschiedenis

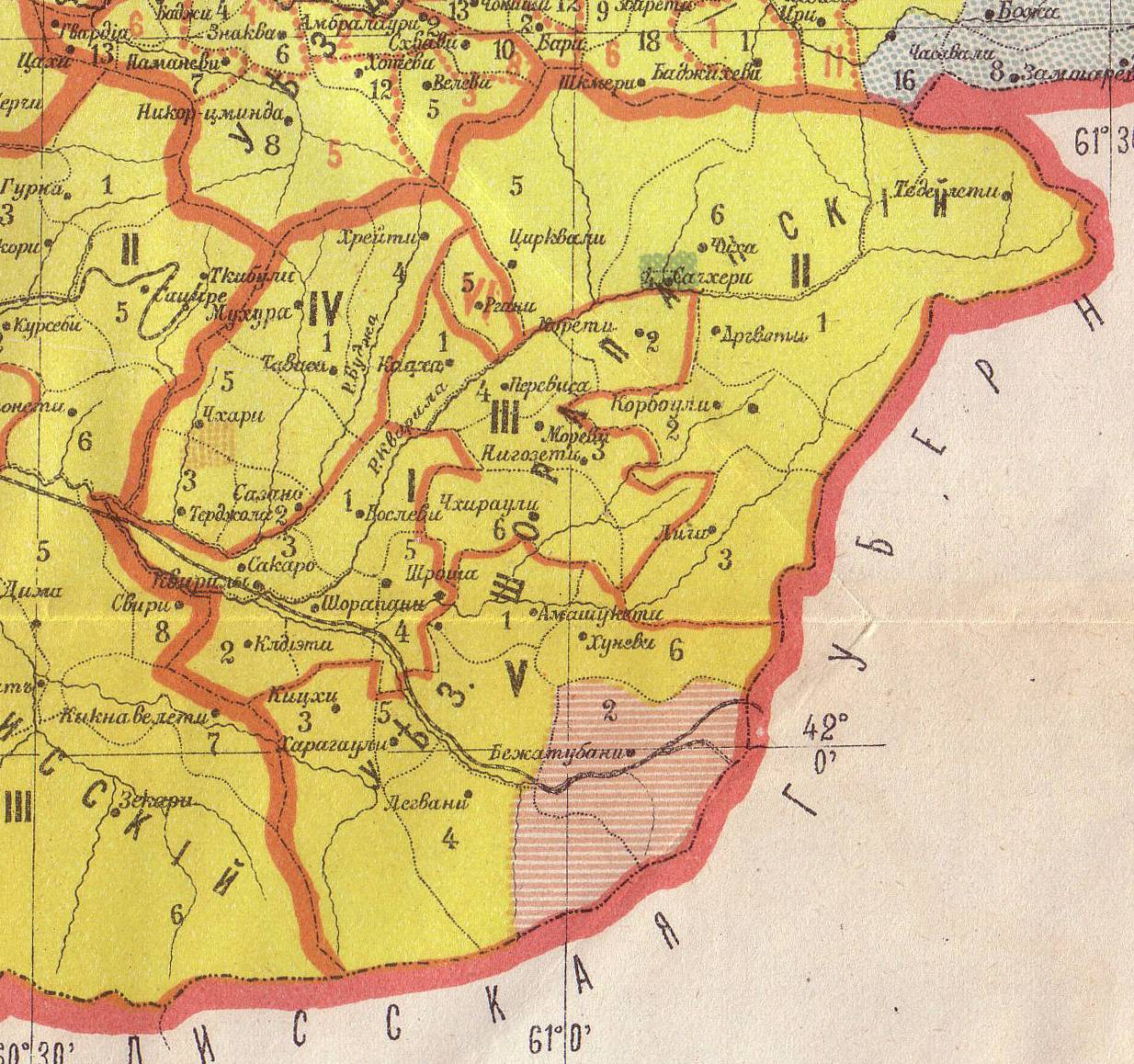
Oejezd Sjorapan in 1886 (III oetsjastok Tsjiatoera)

Het gebied van het hedendaagse Tsjiatoera is net als omliggende gebieden al sinds de oudheid bewoond en er zijn vondsten uit het laatpaleolithicum gedaan. Na het uiteenvallen van het Koninkrijk Georgië in de 15e eeuw lag het gebied van Tsjiatoera in het koninkrijk Imeretië dat door zowel het Ottomaanse Rijk als Safavidisch Perzië werd bevochten. Na de Vrede van Amasya in 1555 werd het gebied tot de 18e eeuw gedomineerd door de Ottomanen. Vanaf de 18e eeuw verloren de Turken het gezag in het gebied.

### Russisch gezag
In 1810 werd Imeretië door het Russisch Rijk geannexeerd en werd de Russische bestuurlijke indeling geadopteerd. Het vorstendom Imeretië werd Oblast Imeretië, dat in 1840 opgenomen werd in het gouvernement Georgië-Imeretië dat geheel Georgië besloeg. In 1846 werden oost- en west-Georgië weer gescheiden en werd het gebied van Tsjiatoera bestuurlijk ingedeeld bij de provincie (oejezd) Sjaropan van het gouvernement Koetais. Hierbinnen werd Tsjiatoera een van de zes gemeentelijk districten, het oetsjastok Tsjiatoera (Russisch: Чиатурскій участокъ, Tsjiatoerskíy oetsjastok), met de nederzetting Tsjiatoera als centrum. Dit was een kleiner gebied dan de moderne gemeente.

### Moderne indeling
Er volgden bestuurlijke herindelingen in de periode 1917-1930 door de tussenkomst van de Democratische Republiek Georgië en de vorming van de Sovjet-Unie. Tijdens de grote bestuurlijke hervormingen in 1930 van de Georgische SSR werd het rajon (district) Tsjiatoera opgericht, dat tot 1939 ook nog het grondgebied van Satsjchere omvatte. Na de onafhankelijkheid van Georgië werd het district in 1995 ingedeeld bij de nieuw gevormde regio (mchare) Imereti, en werd het district in 2006 omgevormd tot gemeente.

## Geografie

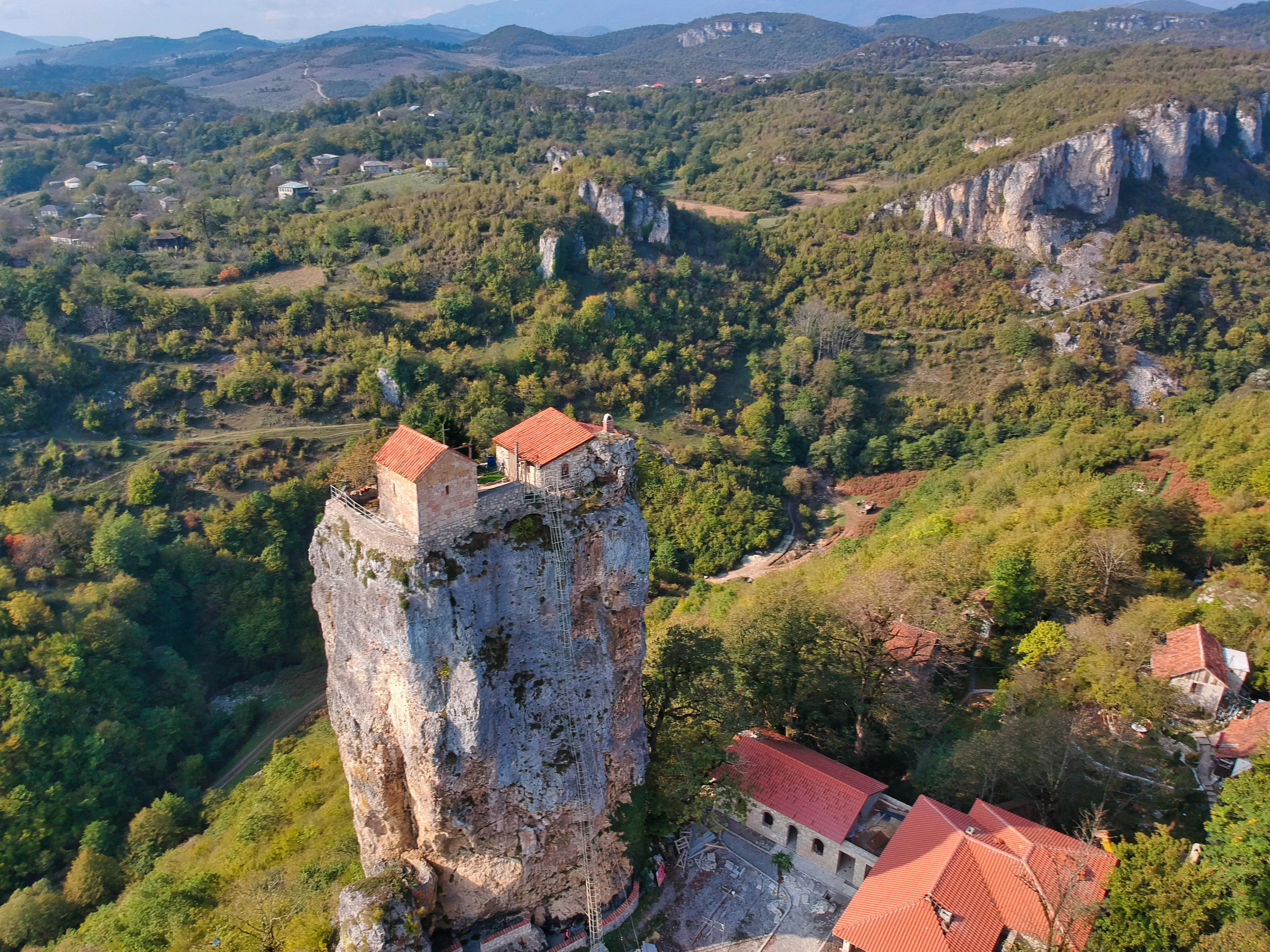
Pilaar van Katschi met kerk

De gemeente ligt in het noordoosten van de regio Imereti en grenst rondom aan zes gemeenten. In het oosten ligt Satsjchere, in het zuiden Charagaoeli,  in het zuidwesten Zestafoni, in het westen Terdzjola en Tkiboeli en tot slot in het noorden Ambrolaoeri (regio Ratsja-Letsjchoemi en Kvemo Svaneti).

### Hoogland met rivierkloven
De gemeente ligt geografisch voor het grootste deel in het Tsjiatoera-plateau, onderdeel van het Imereti-hoogland. De gemeente wordt op natuurlijke wijze aan de noordkant begrensd door het Ratsjagebergte, wat de grens is met de regio Ratsja-Letsjchoemi en Kvemo Svaneti. Hier zijn de hoogste bergen van de gemeente, met de 1996 meter hoge Satsalike als hoogste top. De rivier de Kvirila stroomt vanuit de gemeente Satsjchere in zuidwestelijke richting door Tsjiatoera. De rivieren hebben in het kalksteen van het Imereti-hoogland kloven van 100-300 meter diep uitgesneden. Door de structuur van het gesteente hebben de rivieren ook zinkgaten en grotten in het landschap gecreëerd.
Een kenmerkend landschappelijk fenomeen is de “Pilaar van Katschi", een losstaande kalksteen pilaar bij het dorp Katschi van 40 meter hoog in de kloof van de Kasjoera, een rechterzijrivier van de Kvirila. Op deze pilaar staat een eeuwenoude kerk. De gemeente bestaat verder voornamelijk uit glooiend hoogland van ongeveer 600-750 meter boven zeeniveau. Door het zuiden van de gemeente loopt de waterscheiding van de Dziroela, dat tot ongeveer 850 meter boven zeeniveau reikt. De stad Tsjiatoera werd oorspronkelijk gebouwd in de kloof van de Kvirila, terwijl latere uitbreidingen aan de bovenkant van de kloof zijn gebouwd, ongeveer 100-150 meter hoger. Dit was de aanleiding om verschillende kabelbanen in de stad te bouwen.

## Demografie
Begin 2024 telde de gemeente Tsjiatoera 36.696 inwoners, een daling van 8% ten opzichte van de volkstelling van 2014. Het aantal inwoners in de hoofdplaats Tsjiatoera daalde met 6%.
| Bevolkingsontwikkeling van de gemeente Tsjiatoera                       | Bevolkingsontwikkeling van de gemeente Tsjiatoera | Bevolkingsontwikkeling van de gemeente Tsjiatoera | Bevolkingsontwikkeling van de gemeente Tsjiatoera | Bevolkingsontwikkeling van de gemeente Tsjiatoera | Bevolkingsontwikkeling van de gemeente Tsjiatoera | Bevolkingsontwikkeling van de gemeente Tsjiatoera | Bevolkingsontwikkeling van de gemeente Tsjiatoera | Bevolkingsontwikkeling van de gemeente Tsjiatoera | Bevolkingsontwikkeling van de gemeente Tsjiatoera | Bevolkingsontwikkeling van de gemeente Tsjiatoera | Bevolkingsontwikkeling van de gemeente Tsjiatoera |
|                                                                         | 1922                                              | 1939                                              | 1959                                              | 1970                                              | 1979                                              | 1989                                              | 2002                                              | 2014                                              | 2020                                              | 2024                                              |                                                   |
| ----------------------------------------------------------------------- | ------------------------------------------------- | ------------------------------------------------- | ------------------------------------------------- | ------------------------------------------------- | ------------------------------------------------- | ------------------------------------------------- | ------------------------------------------------- | ------------------------------------------------- | ------------------------------------------------- | ------------------------------------------------- | ------------------------------------------------- |
| Gemeente Tsjiatoera                                                     | -                                                 | 100.329                                           | 64.562                                            | 72.059                                            | 69.582                                            | 68.501                                            | 56.341                                            | 39.884                                            | 38.550                                            | 36.696                                            |                                                   |
| Tsjiatoera (stad)                                                       | 3.243                                             | 13.926                                            | 21.521                                            | 25.474                                            | 26.715                                            | 29.228                                            | 13.835                                            | 12.803                                            | 12.550                                            | 12.049                                            |                                                   |
| Verantwoording data: Bevolkingsstatistiek Georgië 1897 tot heden. Noot: |                                                   |                                                   |                                                   |                                                   |                                                   |                                                   |                                                   |                                                   |                                                   |                                                   |                                                   |

### Etniciteit en religie
De bevolking van de gemeente was volgens de volkstelling van 2014 vrijwel geheel mono-etnisch Georgisch (99,6%). De belangrijkste etnische minderheden waren ruim 70 Armeniërs en ruim 50 Russen. Vrijwel alle inwoners waren volgens de volkstelling Georgisch-Orthodox (99,1%). De enige significante religieuze minderheden waren jehova's (0,4%) en enkele tientallen katholieken.

## Administratieve onderverdeling

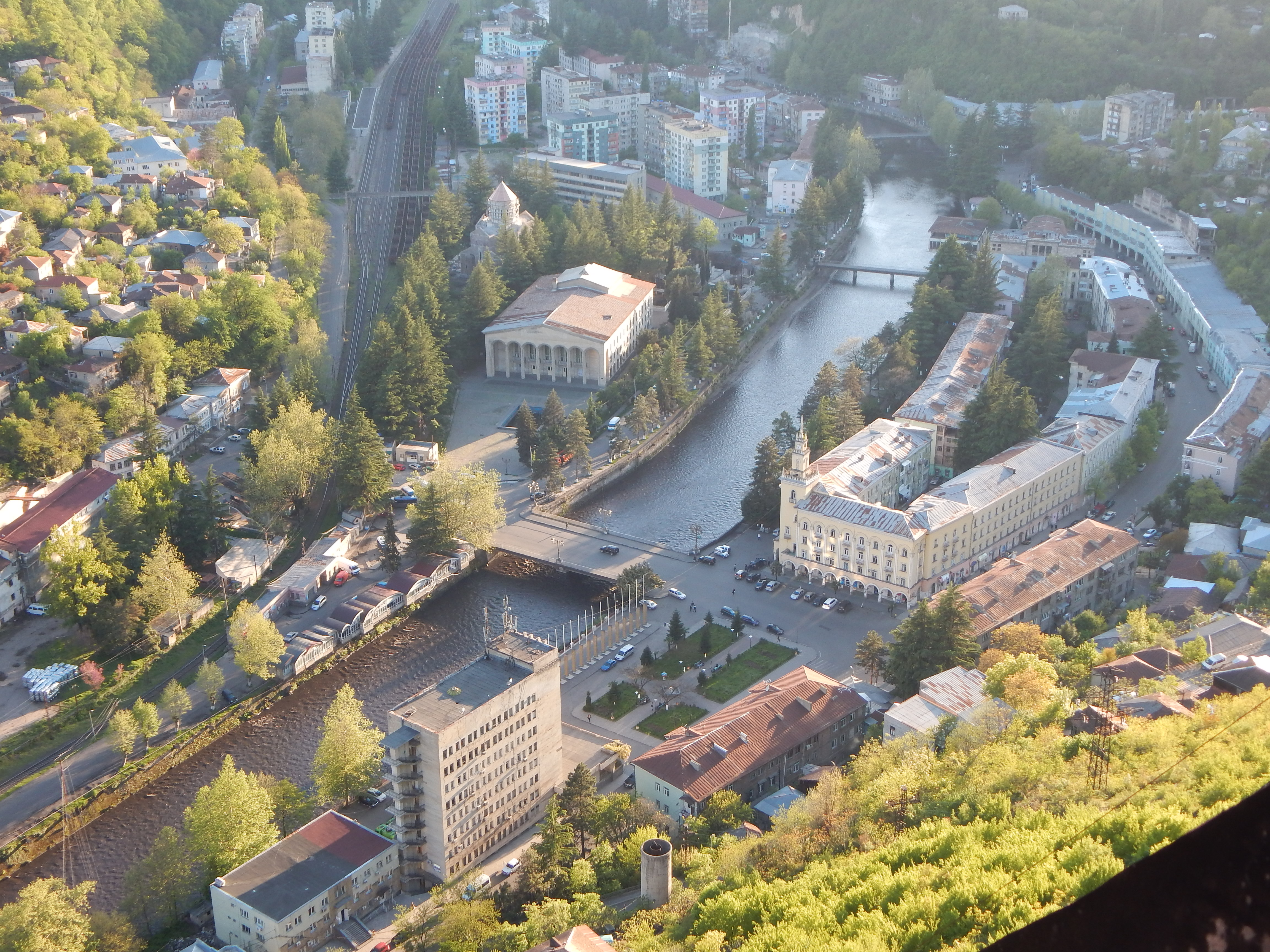
Mijnbouwstad Tsjiatoera is centrum gemeente

De gemeente Tsjiatoera is administratief onderverdeeld in 15 gemeenschappen (თემი, temi) met in totaal 60 dorpen (სოფელი, sopeli) en één stad (ქალაქი, kalaki), het bestuurlijk centrum Tsjiatoera.

## Bestuur
De gemeenteraad van Tsjiatoera (Georgisch: საკრებულო, sakreboelo) wordt elke vier jaar gekozen in een gemengd kiesstelsel. Een deel wordt via enkelvoudige kiesdistricten gekozen en een deel via evenredige vertegenwoordiging van gesloten partijlijsten, waarvoor een kiesdrempel geldt van drie procent.
| Samenstelling Sakreboelo (zetels per partij) | Samenstelling Sakreboelo (zetels per partij) | Samenstelling Sakreboelo (zetels per partij) | Samenstelling Sakreboelo (zetels per partij) | Samenstelling Sakreboelo (zetels per partij) |
| Partij                                       | Partij                                       | 2014                                         | 2017                                         | 2021                                         |
| -------------------------------------------- | -------------------------------------------- | -------------------------------------------- | -------------------------------------------- | -------------------------------------------- |
|                                              | Georgische Droom (GD)                        | 23                                           | 28                                           | 27                                           |
|                                              | Verenigde Nationale Beweging (UNM)           | 5                                            | 3                                            | 5                                            |
|                                              | Overige partijen                             | 3                                            | 2                                            | 4                                            |
| Totaal                                       | Totaal                                       | 31                                           | 33                                           | 36                                           |

## Bezienswaardigheden

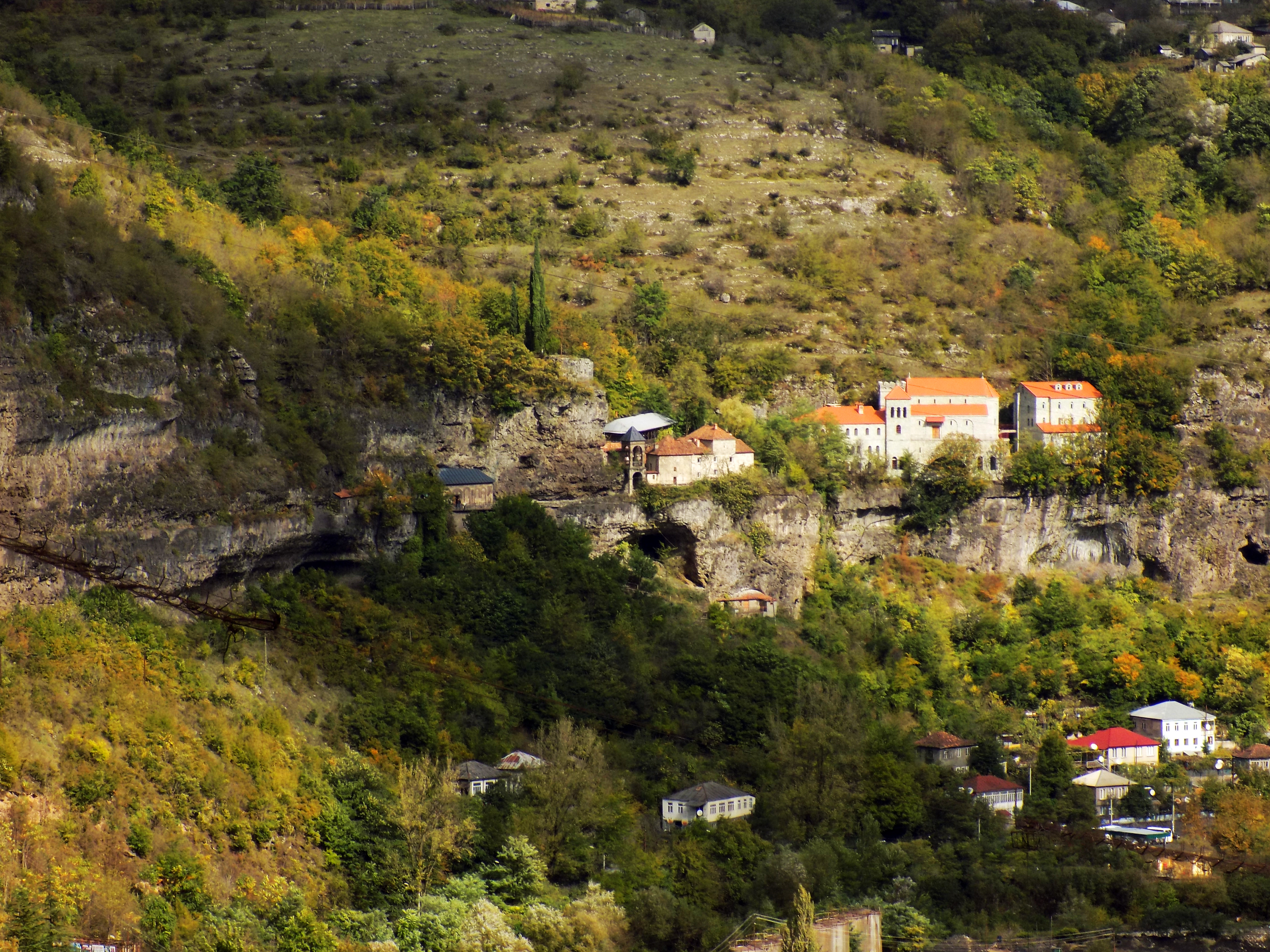
Mghvimeviklooster in de Kvirilakloof

De gemeente kent verschillende cultuur-historische bezienswaardigheden.
- De mijnbouwstad Tsjiatoera met zijn vele kabelbanen. De hoogste dichtheid in Georgië en mogelijk in de wereld.
- Pilaar van Katschi in Katschi,[28] een 40 meter hoge kalksteenpilaar die taps naar boven toeloopt en met een ladder te beklimmen is. Op het oppervlak van 10x17 meter staat een kerk uit de 6e eeuw waar een monnik woont.[29]
- Katschikathedraal en klooster, een veelhoekige koepelkerk uit de 11e eeuw.[30] Nationaal cultureel erfgoed.[31]
- Mgvimeviklooster (13e eeuw). Een kloostercomplex een kilometer ten oosten van Tsjiatoera dat tegen de kloofwand van de Kvirila is gebouwd en deels in grotten is gebouwd. Het complex bestaat uit meerdere kerken, een nonnenconvent en grotten.[32]
- Twee kilometer verder stroomopwaart dit klooster ligt de Dzoedzoeanagrot, een archeologische vindplaats.

## Vervoer

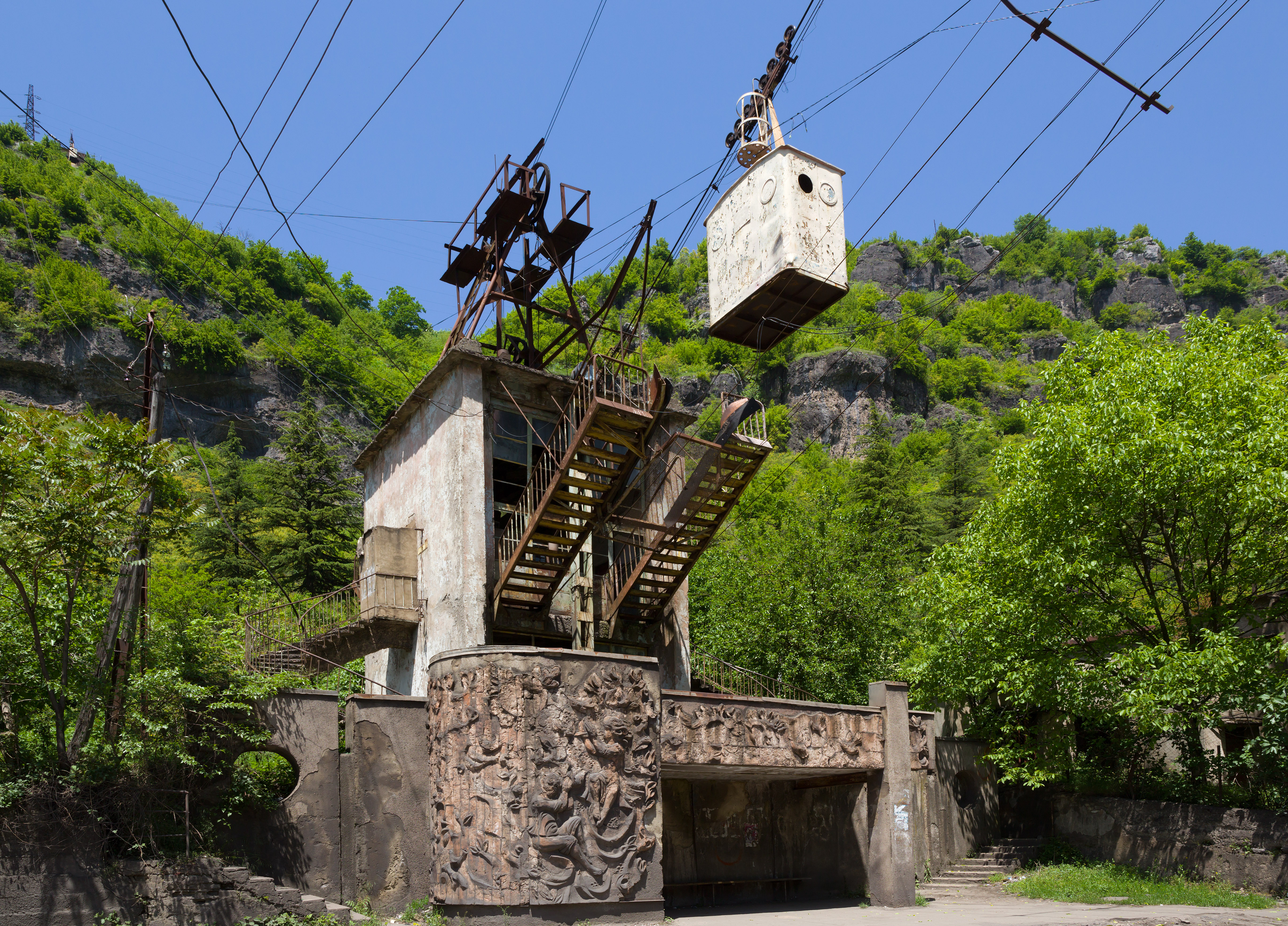
Kabelbanen zijn een belangrijk vervoermiddel

De belangrijkste interregionale verbindingsweg voor de gemeente Tsjiatoera is de nationale route Sh22 die het Imereti Hoogland verbindt met de landelijke autosnelweg S1 / E60 bij Zestafoni en anderzijds het oosten van de regio Imereti bedient via Satsjchere.
In 1895 werd Tsjiatoera via het spoor verbonden met de hoofdlijn bij Zestafoni en door de inspanningen van de filantropiste Elisabeth Tsereteli in 1904 met Satsjchere verbonden. Er rijdt dagelijks een trein van Koetaisi via Zestafoni naar Tsjiatoera en eindpunt Satsjchere. Vanaf de jaren 1960 tot medio begin jaren 2000 reed er een interurban trolleybus tussen Tsjiatoera en Satsjchere.
Het lokale vervoer in de stad Tsjiatoera is sinds de jaren 1950 geregeld met ruim tien kabelbanen, waarvan een aantal in 2020-2021 gerenoveerd zijn.